# شاين سامرز
شاين سامرز (بالإنجليزية: Shane Summers)‏ (و. 1936 – 1961 م) هو سائق سيارة سباق من المملكة المتحدة، وويلز، توفي في براندز هاتش، عن عمر يناهز 25 عاماً.